# Aphytis capillatus
Aphytis capillatus är en stekelart som först beskrevs av Howard 1907.  Aphytis capillatus ingår i släktet Aphytis och familjen växtlussteklar. Inga underarter finns listade i Catalogue of Life.